# 琅琊榜之风起长林
《琅琊榜之風起長林》，2017年中國古装传奇剧，由《琅琊榜》幕后原班班底制作，黄晓明、刘昊然、佟丽娅、张慧雯等主演。该剧于2016年12月15日横店开机，2017年5月全剧杀青，並於2017年12月18日登陸在北京衛視、東方衛視周播劇場。

## 播放时间及平台
| 频道                  | 所在地   | 播映日期                       | 播出时间                                                        |
| 东方卫视北京卫视      | 中国大陆 | 2017年12月18日                 | 每週一至週三 22:00 - 00:00 两集连播 1月29日至2月1日改为一天一集 |
| 爱奇艺                | 中国大陆 | 2017年12月18日                 | 每週一至週三 24:00 同步更新 VIP会员 22:00 抢先看，提前观看一週  |
| 爱奇艺台湾站          | 臺灣     | 2017年12月18日                 | 每週一至週三 24:00 同步更新 VIP会员 22:00 抢先看，提前观看一週  |
| 緯來戲劇台            | 臺灣     | 2018年5月29日                  | 星期一至五 22:00 - 23:00                                        |
| myTV SUPER            | 香港     | 2017年12月19日                 | 緊貼中國大陸點播                                                |
| YoYo獨播              | Youtube  | 2017年12月19日                 | 02:00 同步更新                                                  |
| Astro全佳HD           | 马来西亚 | 2017年12月20日 - 2018年1月11日 | 每週一至週六 20:00 - 21:00                                      |
| Astro全佳HD           | 马来西亚 | 2018年1月13日 - 2018年2月15日  | 每週六至週四 20:00 - 21:00                                      |
| 中华TV                |          | 2018年2月13日                  | 每天 23：00 - 00：00                                            |
| 華語劇台              | 香港     | 2018年5月9日                   | 星期一至五 22:30 - 23:30                                        |
| HUB娛家戲劇台         | 新加坡   | 2018年5月23日                  | 星期一至五 21:00 - 22:00                                        |
| Astro双星 Astro双星HD | 马来西亚 | 2018年11月23日                 | 每日 16:00 - 17:00                                              |

## 劇情介紹
該劇時代背景在前作之後，大梁朝局安穩，但邊境戰火不斷。由先帝御賜、守護大梁北境的長林軍屢獲軍功，長林王蕭庭生（孫淳 飾）、世子蕭平章（黃曉明 飾）、次子蕭平旌（劉昊然 飾）父子三人深受梁帝（劉鈞 飾）的信任，舉家深蒙皇恩。而長林王府上下卻遭部分有野心的群臣惡意揣測，指長林軍功名望過盛、權傾朝野、功高蓋主，針對長林王府的陰謀逐漸展開。

## 登場人物

### 主要角色
| 演員                  | 角色   | 粵語配音 | 简介 |
| 刘昊然                | 萧平旌 | 張裕東   | 长林王府二公子 → 長林王 萧庭生之嫡子，萧平章之弟。 年少時性格飞扬跳脱，梁帝與長林王也沒輒。 入琅琊阁学艺，武藝高強、精通水性而有「寒潭小神龙」的称号。 歷經兄長平章殉國與一段心路歷程後，決心攬起平章生前所承擔的一切，向長林王庭生自請駐守甘州。坐鎮以來功績卓著，因功敕封懷化將軍，兼領甘州營主將，日後繼承了長林軍令。 寧關戰役後，雖擊落覃凌碩所指揮的二十萬大渝皇屬軍，令北境足以有十年安穩，但也在荀白水等朝臣的算計下，背上抗旨不遵之罪而被免職賦閒，長林軍編制亦被裁撤。同時長林王庭生薨逝，離京守孝。雖繼承了王位，但不再過問朝堂之事，孝期中也完全不碰瑯琊閣收到的任何消息。 得知蕭元啟舉兵謀逆、控制京城時，斷然決定下山，以舊長林軍令為號召，與荀飛盞、長林舊部等各州有志將士奔赴金陵勤王。 勤王之戰後，祭掃平章墓園時感慨表示仍決定在適合時離開，最終從朝堂上正式退隱。岳銀川與之送別時，點明其對人心權謀並非不能應付，只是厭煩，選擇離開不失為一良招。 |
| 黄晓明                | 萧平章 | 蘇強文   | 长林军副帅、长林王府世子 → 長林嗣王（追封） 萧庭生之養子，萧平旌之大哥，蒙淺雪之夫。 蕭庭生義兄路原之子，路原犯下大罪自盡後由蕭庭生收養。 性格沉稳、心思缜密。 在濮陽纓的算計下與平旌前後中毒，而在面對大渝重兵犯境的困境，放棄能與平旌一起存活的機會，並選擇犧牲自己全力救治平旌，最終在北境交戰中氣血衰竭而死。 |
| 佟丽娅                | 蒙浅雪 | 曾秀清   | 长林王府世子妃 萧平章之妻、前朝禁军大统领蒙挚的侄孙女、也是荀飛盞的師妹。 武艺高强、厨艺精湛。 与萧平章青梅竹马，幼时便被收养于长林王妃身边，在蕭平章死後，育有蕭策一兒。 |
| 张慧雯 少年：黄杨钿甜 | 林奚   | 張頌欣   | 济风堂少堂主 济风堂老堂主天份最高的弟子，性格內斂，医术高超，仁心仁術。 蕭平旌下落不明的未婚妻。 父親為蕭庭生的義弟林深，林深戰死前曾為女兒與蕭家訂下婚約，但因蕭家世代為將，其妻不願女兒和她一樣成為總是苦候丈夫出征返家、最終等得丈夫死訊的遺孀，而帶著她遠走他鄉，以致蕭家苦尋不到她們母女消息。 自小立志學習神農氏嘗遍百草、編寫藥譜，並向平旌表示：「我的心會等著你，但我的腳步不會為你停留。」 勤王之戰後，與退隱的蕭平旌會合，共遊江湖、長廂廝守。 |
| 孙淳                  | 萧庭生 | 招世亮   | 长林王、长林军主帅 萧平章、萧平旌之父。七珠親王。 武靖皇帝蕭景琰義子，亦為故祁王蕭景禹之子、及梅長蘇（赤焰軍少帥林殊）的表姪與弟子。與梁帝一同在武靖皇帝的教養下成長，一生戰功顯赫、深得梁帝的器重與信任。瑯琊閣主藺晨讚其「有幾分當年『那個人』（梅長蘇）的風采」。 梁帝駕崩后，奉遺詔辅佐太子萧元时登基为帝，处理朝政大小事务。 寧關戰役後，為保全平旌而費盡心思，因此急火攻心、病情加重而薨逝。臨終前囑咐平旌能放下一切，並表示此生為「得先師指導、蒙先皇恩養、膝下有平章與平旌」感到幸福，依照遺願「衣冠葬王陵、遺骨歸梅嶺」。 |

### 大梁皇室
| 演員                | 角色       | 粵語配音 | 简介 |
| 吴昊宸              | 萧元启     | 李致林   | 莱阳侯 → 萊陽王 皇室宗亲、梁帝早亡的胞弟莱阳王的遗腹子。因此也是武靖帝萧景琰的皇孫。 本為京中闲散子弟，後因一連串變故，且在濮陽纓的煽動下不甘低就，先與墨淄侯訂下密約，後與荀白水互利，最終走向舉兵謀逆的不歸路。 平旌自請駐守甘州時，也向梁帝自請隨行、入長林軍歷練。 在東境戰役中領兵支援，在荀白水舉薦下，以假軍功晉封王爵。 在自己的計畫已間接被蕭平旌、岳銀川、荀白水等人識破之際，令戚夫人刺殺荀白水，並策動巡防營與東湖羽林共七萬兵力發動兵變，佔領京城，並脅持蕭元時、宗室與其他朝臣，意圖逼迫蕭元時寫下禪讓退位的詔書。 最終在舊長林軍進京勤王、兵圍宮城時，在朝陽殿上與蕭平旌的決鬥中落敗，棄劍認輸，最終被蕭元時命岳銀川當場誅殺。 |
| 刘钧                | 梁帝       | 潘文柏   | 大梁皇帝 武靖皇帝（前作之靖王）蕭景琰之皇嫡長子。 與長林王萧庭生一同在武靖皇帝的教養下成長，與之十分互相信任、也能為之力排眾議。 最終病重駕崩，臨終前仍不放心太子元時與長林王，下達了「新君即位，由長林王輔政」的遺詔。 |
| 梅婷                | 荀皇后     | 黃玉娟   | 大梁皇后 → 皇太后 荀白水之妹。 忌憚長林王府。始終擔憂長林王府會有功高蓋主的一天。 最初十分盡信濮陽纓、被其利用弱點而造成京城大疫。 蕭元啟舉兵謀逆、佔領宮城時，就把京城大疫一事與她有關給說出來，為保住蕭元時而在蕭元啟面前自盡。臨死前被狄明當眾批判其「為了權力，把京城的居民視如草芥般」，並批評蕭元時「只要有你這樣的母親，他便不配為君」。 |
| 胡先煦 童年：叶恺文 | 萧元时     | 陳灝瑋   | 皇太子 → 皇帝 10歲正位東宮、成為皇太子。 13歲時梁帝病重駕崩，倉促即位。 與其父皇同樣十分親近長林王府。 寧關大捷、庭生薨逝，以及長林王府封府離京後，仍時刻心念平旌，並以「長林王位始終未廢」與「子承父爵」為由，稱呼平旌為長林王。 蕭元啟舉兵謀逆、佔領宮城時，決定留下與蕭元啟斡旋，並以天子之寶託付予岳銀川、詔命其逃出金陵且請兵勤王。 勤王之戰後，為感念平旌在此戰的貢獻，頒布了「北境軍永以長林為名」的詔令。 |
| 李斌                | 蕭景亭     |          | 晚年的 寧王 蕭景亭、梁帝尊稱為王叔 昭平皇帝（前作之梁帝蕭選）皇三子、武靖皇帝蕭景琰之三王兄。 梁帝在臨終前，召見並一同商議如何保全長林王。 |
| 文靜                | 淑妃       | 曾佩儀   | 東海宗室成員、墨淄候親妹、與一起嫁入大梁的萊陽太夫人為同族姊妹。 發現萊陽太夫人用計暗算長林王府，苦心相勸。而萊陽太夫人暗算長林王府的過程意外被荀皇后的宮女知曉，荀皇后用計告之萊陽太夫人，太夫人誤以為是淑妃告密。 最終在臨盆時被萊陽太夫人暗算下毒、難產而死。 |
| 劉琳                | 莱阳太夫人 | 伍秀霞   | 萧元启母亲。 原为东海的郡主，与淑妃是同族姐妹，一起嫁到大梁。 時常勸蕭元啟不要涉入朝政、且不要與長林王府走近。 對夫君萊陽王的死耿耿於懷、憎恨梁帝与长林王。 最终就淑妃之死而被墨淄候杀死。 |
| 喬欣                | 荀安如     | 陳皓宜   | 萊陽王妃 荀皇后的侄女，荀白水之姪女。 原本歡歡喜喜地嫁入萊陽王府，直到得知蕭元啟勾結東海謀逆、同時也是刺殺荀白水的主謀而精神崩潰。後在蕭元啟面前從宮門城樓跳下自盡。 |

### 大梁朝廷
| 演員   | 角色   | 粵語配音 | 简介 |
| 张博   | 荀飞盏 | 雷霆     | 禁军大统领 荀氏一族，荀白水及荀皇后姪子。 拜蒙府门下，武艺高强，是前朝禁军大统领蒙挚关门弟子，也是蒙浅雪师兄，暗戀蒙淺雪。 寧關戰役後，對荀白水與荀皇后的算計與逼走長林王府之事心灰意冷，辭去禁軍大統領職務，從此開始遊歷江湖，後至琅琊高手榜上排名第三。 得知蕭元啟舉兵謀逆、控制京城後，斷然決定跟隨蕭平旌奔赴金陵勤王。 與蕭平旌一同潛入皇城營救蕭元時，在長林王府為蕭平旌斷後，並被蕭元啟擊敗、重傷瀕死，奄奄一息時被狄明釋放，後由岳銀川、譚恆與杜大夫所救。 |
| 毕彦君 | 荀白水 | 朱子聰   | 内阁首辅、國舅 荀皇后兄长，亦是荀飞盏叔父。 為人極為自私自利，罔顧平民百姓，為維護自身及一族的權勢，十分忌憚長林王府。看待「忠君」的標準與長林王府相左，也始終懼怕手握重兵的長林王府，忌憚在蕭庭生、蕭平章、蕭平旌不在後的「罪在將來」，對長林王府的針對直到長林軍裁撤後才罷休。 濮陽纓入朝時，雖與之互利但仍不全然信任，直到京城大疫爆發才明白其顛覆大梁的恐怖計畫。 在聽聞岳銀川的判斷與收到蕭平旌的親筆信之下，才終於確定了蕭元啟斷送淮東且通敵叛國之事。至此開始為了自己「使長林軍裁撤和逼走長林王，讓蕭元啟有了謀逆的機會，而自己卻是元凶」一事感到後悔。最終在與岳銀川準備一同進宮面聖上奏途中，遭戚夫人當街刺殺。臨死前呼喊著陛下與長林王、示意岳銀川即刻向蕭平旌求救。 |
| 郭京飞 | 濮阳缨 | 陳欣     | 乾天院上師、夜凌子掌尊（自封） 以白神教天師的面目示人，通曉祝由醫術，由荀皇后引薦入朝為梁帝醫病。 實為夜秦遺民、夜凌宮學棄徒，夜秦灭国大疫中的生還者。 資質優秀、獲選入「夜凌宮學」學藝，然而宮學掌尊認為其性格有缺、思想偏激，在「夜凌子」的考核中未能合格。 夜秦滅國大疫後，憤恨大梁見死不救，並假代以當代宮學掌尊的名義策動倖存的「夜凌子」潜伏金陵，伺機顛覆大梁朝廷，後將荀皇后的把柄交到蕭元啟手上後，死於蕭元啟之手。 |
| 金泽灏 | 岳银川 | 陳耀楠   | 東境芡州淮左營參將 東境戰爭爆發後，在蕭元啟領兵來援下，首發突擊，並收復東境七州的失地。 首先，對收復東境七州時的順利存疑，並察覺到蕭元啟遲遲未收復淮東三州的隱情。 蕭元啟舉兵謀逆時，蕭元時以天子之寶託付之，並詔命其逃出金陵請兵勤王。最終，在譚恒等數名部將幫助下成功逃脫與蕭平旌見面。 勤王之戰後，由蕭平旌舉薦，成為未來收復淮東的核心將領，不喜歡應酬。 |
| 張隽溢 | 譚恒   |          | 東境芡州淮左營將領、岳銀川副將。 東境戰爭功臣之一。對岳銀川忠心耿耿。在湖邊救起被逼自盡的佩兒，勤王之戰後欲娶她為妻。 |
| 尤勇   | 宋浮   | 陳永信   | 中书令 忌憚長林王府。 命段桐舟赴大同府，處理沉船案相關事宜。 大同府沉船案真相曝光後，因案被革職下獄，最終被判腰斬棄市。 |
| 岳旸   | 张府尹 |          | 大同府府尹 中书令宋浮为其座师。 大同府沉船案涉案人之一。 |
| 馮千   | 李固   |          | 京兆府尹 荀皇后令其封鎖赤霞鎮疫災的消息，逐漸造成京城大疫。 就京城大疫一案揹黑鍋、革職下獄。最終被殺手滅口於天牢。 |
| 夏凡   | 东青   | 鄧志堅   | 長林軍中人，萧平章亲卫。 |
| 董月麟 | 紀琛   |          | 齊州善柳營統領 治軍嚴明，有才能也有野心。 不滿長林軍「獨佔」北境軍功，後被利用而成為大同府沉船案涉案人之一。 |
| 陈牧扬 | 狄明   | 關令翹   | 東境軍參將軍 東境戰爭功臣，全家死於京城大疫。 在朝廷敘功行賞、與荀白水提拔下，繼任東湖羽林軍統領。 被蕭元啟以滅門之恨而策反，並指揮七萬東湖羽林軍跟隨蕭元啟謀逆。並在萧元时面前說出京城大疫荀皇后也參與其中，也當眾批判荀皇后「為了權力，對京城的居民视如草芥」，並批評萧元时「只要有你這樣的母親，他便不配為君」。 在最後一刻選擇與蕭元啟拆夥，釋放重傷的荀飛盞、與用計保全被蕭元啟軟禁的宗室與朝臣，棄械並讓自己被勤王大軍亂劍殺死。 |
| 邵伟桐 | 何成   | 曹啟謙   | 蕭元啟於甘州城歷練時期的手下，原長林中人。東境戰爭後，上任巡防營統領。 在長林舊部等勤王大軍拿下京城後，率殘餘逆軍死守宮門，並準備放暗箭射殺蕭元時，最終失敗並被東青一箭擊穿頭部而死。 |

### 其他角色
| 演員   | 角色     | 粵語配音 | 简介 |
| 成泰燊 | 墨淄侯   | 葉振聲   | 东海墨淄侯 淑妃的嫡亲兄长，萧元启的表舅。 淬东海之水，结乌金之剑。烏金劍法創始人，琅琊高手榜上排名第一，武功只遜於琅琊閣老閣主藺晨。 前代東海國主病逝後介入朝局、實際掌握東海國政，因此瑯琊閣將之從瑯琊榜上除名。 |
| 王庆祥 | 蔺晨     | 黃子敬   | 琅琊阁老阁主 晚年的蔺晨，武功及才智已屬天下第一人。 「天外逍遙神功」唯一傳人，已不遜於當年老閣主。 繼承琅琊閣後，改動瑯琊榜的入榜資格，凡介入朝局或領有朝職者將除名。 因私心不願讓蕭平旌入榜。 |
| 贾媛媛 | 掌事姑姑 |          | 濮陽纓之手下，夜凌宮學的藝成「夜凌子」。 服侍在太子身邊，刺殺太子失敗被荀飛盞所殺。 |
| 张棪琰 | 云姐     |          | 濮陽纓之手下，夜凌宮學的藝成「夜凌子」。 表面是濟風堂醫者、時常幫忙林奚辦事，實則為濮陽纓手下，以粹霜骨之毒匕首傷了蕭平旌。 |
| 张昊唯 | 蔺九     | 李鎮然   | 琅琊阁少阁主 蔺晨最得意的弟子。 |
| 王永泉 | 黎老堂主 | 譚炳文   | 济风堂老堂主 林奚师父，曾任长林军的军医。 退伍後經營濟風堂，懸壺濟世。 |
|        | 杜仲     |          | 濟風堂醫者、黎老堂主之徒，人稱杜大夫。也是從滅國大疫中倖存的夜秦遺民。 蕭平旌在甘州任上時，擔任甘州營醫官。 |
| 冯晖   | 林深     |          | 萧庭生义弟，由梅长苏自掖幽庭救出的三名稚子之一，林奚之父。 同為長林軍中人，但在多年前壯烈戰死。 |
|        | 路原     |          | 梅长苏自掖幽庭救出的三名稚子之一，年紀最大。 前長林軍左營大將，武靖皇帝欽封三品侯，掌管甘冕兩道十一州軍政。 因貪欲富貴榮華與萊陽王互利、犯下武靖帝最痛恨的軍中貪腐大罪，但放不下心中情義選擇自首告發萊陽王。後與夫人自盡身亡，臨死前只求蕭庭生能將自己回葬祖籍袁州。其留下的五歲幼子則由蕭庭生收養、即是後來的蕭平章。 |
|        | 蒙荣山   |          | 蒙浅雪之父，前禁軍統領蒙摯之幼族弟 |
| 邢岷山 | 段桐舟   | 蕭徽勇   | 中书令宋浮府上「秦師爺」，实则听命于濮阳缨。夜凌宮學藝成之最強「夜凌子」。 鬼域无影，幽冥暗火，琅琊高手榜上排名第四。 在襲擊北燕惠王途中與拓跋宇對決無路可逃，為免被活捉而跳崖自裁。 |
| 魏智   | 惠王     |          | 北燕親王。親自帶領使團前往金陵，主理梁燕和談。 有著帶領北燕百姓走向富足的大志，有望成為太子。 理想清明，長林世子平章為之敬重。 後被重華設計、在梁帝賜宴上遭蕭平旌誤殺身亡。 |
| 趙達   | 拓跋宇   | 陳卓智   | 北燕瀚海王第三子。也在使團中擔任惠王的親衛。 拓跋昊之子，瀚海劍法傳人，拓跋氏當代家主。前期在琅琊高手榜上排名第五，後至排名第二。 |
| 施诗   | 重華     | 詹健兒   | 北燕郡主。以和親名義隨使團前往金陵。 實際暗中策劃，在梁帝賜宴時計殺惠王並栽贓予蕭平旌。 |
| 晉松   | 覃凌碩   |          | 大渝康王、皇屬軍主帥。 生性好戰、十分低估蕭平旌，並計畫利用大梁國喪時期，以二十萬皇屬軍重兵壓境滅梁。和前皇屬主帥阮英政見不合。 |
| 譚凱   | 阮英     |          | 大渝皇屬軍前主帥。 與長林軍交戰十年、深知長林戰力，為重現百年前「三月彎刀」戰勢而借道北燕偷襲長林軍主營，間接使蕭平章戰死北境。後兵敗遭大渝朝廷拔除皇屬軍主帥之職。和康王覃凌碩政見不合。 |
| 朱夢瑤 | 佩兒     |          | 荀安如的貼身丫鬟。 無意得知東海之戰之秘密，欲告知荀安如，被蕭元啟知悉後，被其逼跳湖自盡，因熟悉水性未死，被譚恆所救，後將所知之秘密告知岳銀川。 |
| 柴浩伟 | 鲁昭     |          | 蕭平旌的副將。 |
| 张齡心 | 戚夫人   | 曾佩儀   | 蕭元啟與東海國主墨淄侯共謀往來的聯絡人。刺殺荀白水後遭蕭元啟背叛而被其以火燒死。 |

## 電視劇歌曲

### 中国大陆
| 曲序 | 曲目             |      | 作曲   | 演唱者               |
| ---- | ---------------- | ---- | ------ | -------------------- |
| 1.   | 清平願（主题曲） | 海宴 | 董穎達 | 黃綺珊 多亮 (兩版本) |

### 台灣
緯來戲劇台
| 曲序 | 曲目             |            | 作曲       | 演唱者 |
| ---- | ---------------- | ---------- | ---------- | ------ |
| 1.   | 致青春（片頭曲） | 八三夭阿璞 | 八三夭阿璞 | 八三夭 |